# Chocolate (bài hát của Kylie Minogue)
"Chocolate" là bài hát của nữ nghệ sĩ thu âm người Úc Kylie Minogue, trích từ album phòng thu thứ 9 Body Language (2003). Do chính nhà sản xuất Johnny Douglas sáng tác cùng Karen Poole, đây là một bản ballad sử dụng hình ảnh chocolate để so sánh với nỗi ám ảnh của Minogue trong tình yêu. Bài hát có chứa các yếu tố nhạc disco và funk cùng chất giọng thì thầm và mang tiếng thở. "Chocolate" phát hành dưới dạng đĩa đơn thứ 3 và là đĩa đơn cuối trích từ album vào ngày 28 tháng 6 năm 2004 bởi hãng thu âm Parlophone.
Các đánh giá đến "Chocolate" trải dài từ tích cực đến trung lập; một vài nhà phê bình yêu thích tính thương mại và chất giọng của Minogue trong bài hát, trong khi một số lại phê bình tính lỗi thời của nó. Tại Úc, bài hát không thể đạt đến top 10 mà chỉ vươn đến vị trí thứ 14. Bài hát đạt thành công hơn tại Anh Quốc, khi trở thành bài hát ăn khách đạt top 10 thứ 27 của cô tại UK Singles Chart. Đĩa đơn này còn xếp hạng trong top 20 tại Hungary và Ý.
Một video âm nhạc cho "Chocolate" đạo diễn bởi Dawn Shadforth với nhiều hình ảnh tri ân đến các tác phẩm nhạc kịch của Metro-Goldwyn-Mayer. Video chủ yếu cho thấy cảnh Minogue cùng dàn vũ công khiêu vũ tại đại sảnh, với phần vũ đạo do Michael Rooney đảm nhận. Minogue trình bày trực tiếp bài hát trong đêm nhạc cố định Money Can't Buy và chương trình truyền hình Top of the Pops. "Chocolate" còn xuất hiện trong các chuyến lưu diễn Showgirl: The Greatest Hits và Showgirl: The Homecoming của Minogue.

## Bối cảnh và sáng tác
Sau thành công toàn cầu của album phòng thu thứ 8 Fever, Minogue bắt tay thực hiện album phòng thu thứ 9 Body Language. Với mong muốn sáng tạo một album dance-pop lấy cảm hứng từ nhạc điện tử thập niên 1980, Minogue tập hợp một nhóm cộng tác viên như Johnny Douglas (người từng hợp tác trong Light Years) và Karen Poole. Cả hai cùng nhau sáng tác "Chocolate", trong khi Douglas đảm nhận vai trò sản xuất bài hát. Theo trang mạng chính thức của Minogue, "Chocolate" là một trong số những bài hát ưa thích của cô trong album. Bài hát phát hành dưới dạng đĩa đơn thứ ba trích từ Body Language vào ngày 28 tháng 6 năm 2004 bởi hãng thu âm Parlophone. Phiên bản Maxi CD của đĩa đơn có chứa "City Games" ở Mặt B, một trong những bài hát đầu tiên thu âm trong album.
"Chocolate" là một bản ballad mang những ảnh hưởng từ nhiều thể loại khác nhau, bao gồm disco và funk. Giọng ca của Minogue được tổng hợp trong khi có giọng điệu thì thầm và mang tiếng thở. Theo tạp chí âm nhạc Spin, nội dung của bài hát mô tả "sự say mê trong tình yêu" của Minogue và so sánh thông qua hình ảnh của chocolate. Từ PopMatters, Adrien Begrand gọi ca từ của bài hát này "nóng bỏng", với ví dụ như câu "Hold me and control me and then/ Melt me slowly down". Helen Pidd từ The Guardian gọi lời ca của bài hát "đầy những lời hai nghĩa ngọt lịm."

## Tiếp nhận

### Đánh giá chuyên môn
Nhà phê bình Andy Battaglia từ The A.V. Club mô tả bài hát là "một làn nhạc funk búng tay" và cho rằng nó được thể hiện tốt. Trong khi Adrien Begrand từ PopMatters gọi đây là bài hát nổi bật ở nửa sau Body Language, Eric Seguy từ Stylus Magazine lại cảm mến giọng hát của Kylie, cho rằng cô "khẳng định mình là một nhà giải trí tài ba, lướt qua những âm điệu bình thản của "Promises" và các ứng tấu disco hoang dại của "Chocolate" một cách dễ dàng." Sal Cinquemani của Slant Magazine so sánh chất giọng của Minogue với cặp song ca nhạc điện tử người Vương quốc Anh Mono và cảm thấy giọng điệu của bài hát tương đồng với "sự u sầu mỏng manh" của Bedtime Stories (1994) của Madonna. Một đánh giá trái chiều đến từ Helen Pidd của tờ The Guardian, người yêu thích nét thương mại của bài hát nhưng cảm thấy giai điệu "quá lỗi thời để đột phá trước Beyoncé hay Missy Elliott." Tạp chí Spin cảm thấy chủ đề bài hát đã được thể hiện bởi những nghệ sĩ khác như ca sĩ kiêm sáng tác nhạc người Mỹ Mandy Moore.

### Diễn biến thương mại
Tại quê nhà Úc, "Chocolate" mở đầu tại vị trí thứ 14 trên ARIA Singles Chart, trở thành đĩa đơn đầu tiên của cô không thể tiến đến top 10 kể từ "Your Disco Needs You" (2001). Bài hát chỉ trụ lại trong 4 tuần ngắn ngủi. Tương tự, bài hát lọt vào top 20 Italian Singles Chart tại vị trí thứ 14 và rơi khỏi bảng xếp hạng trong tuần kế tiếp. Đĩa đơn này gặp nhiều kết quả khả quan hơn tại Anh Quốc, khi vươn đến vị trí thứ 6 trên UK Singles Chart và có tổng cộng 7 tuần nằm trong top 40. Đây là bài hát ăn khách đạt top 10 thứ 27 tại đây của Minogue.

## Quảng bá

### Video âm nhạc

Minogue đang khiêu vũ cùng nhiều vũ công phụ họa trong video, với chiếc váy organza đỏ do nhà thiết kế thời trang người Áo Helmut Lang thực hiện.

Video âm nhạc của "Chocolate" do Dawn Shadforth đạo diễn, trong khi khâu biên đạo do Michael Rooney thực hiện. Shadforth và Rooney từng hợp tác với Minogue trong video "Can't Get You Out of My Head" vào năm 2001. Video này là sản phẩm tri ân đến các tác phẩm nhạc kịch do hãng truyền thông Mỹ Metro-Goldwyn-Mayer sản xuất. Video có xuất hiện điệu nhảy ba-lê kéo dài 40 giây mà Minogue phải tập luyện dưới sự huấn luyện của Rooney trong 4 ngày. Cô thú nhận việc luyện tập rất vất vả, nhưng nghĩ rằng phần sản xuất sau cùng là một kết quả "xuất sắc". Minogue cảm thấy may mắn vì có thể kết hợp điệu nhảy ba-lê trong video và cho rằng chúng "rất khác biệt" so với những phần trình diễn khác của cô. Julie Aspinall, tác giả cuốn Kylie: Queen of the World, viết rằng Minogue chọn "phong cách Gallic lịch thiệp" trong video và nhận thấy các ảnh hưởng từ người tình lúc bấy giờ của cô, nam diễn viên Pháp Olivier Martinez. Tại giải American Choreography Awards 2004, Rooney nhận đề cử cho hạng mục "Thành tựu biên đạo nổi bật - Video âm nhạc" trong "Chocolate".
Video bắt đầu bằng cảnh quay Minogue đang tạo dáng trong một căn phòng tối, mặc trang phục lấp lánh với ánh đèn màu cầu vồng chiếu rọi. Sau đó, cô xuất hiện trước một bức tường khi mặc chiếc váy lả lướt màu nâu sẫm. Khi đoạn dẫn kết thúc và đoạn đầu của bài hát đến, Minogue xuất hiện trong một căn phòng lớn và trình bày nhiều điệu vũ với nhiều nữ vũ công mặc trang phục liền người. Minogue lúc này mặc chiếc váy organza xếp nếp đỏ do nhà thiết kế thời trang người Áo Helmut Lang thực hiện (năm 2006, Minogue tặng trang phục này cho bảo tàng Arts Centre Melbourne trong Kylie Minogue Collection). Các cảnh quay vũ công thể hiện nhiều vũ đạo xuất hiện xen kẽ. Một vài giây sau, Minogue và một người đàn ông nhảy cùng nhau trong khán phòng. Điệu vũ của họ kết thúc khi người đàn ông nhẹ nhàng đặt Minogue xuống sàn và bỏ đi. 12 người phụ nữ trong nhiều chiếc váy vàng và hồng phấn khi đang nhảy trên sàn màu nâu sẫm, mà sau đó được tiết lộ là chiếc mũ của Minogue khi máy ghi hình phóng rộng ra. Cô xuất hiện khi đang vẫy tay với một người nào đó và ngắt một cánh hoa hồng mà cô đang cầm. Phần còn lại của video là những cảnh cũ chiếu xen kẽ một cách ngẫu nhiên.

### Trình diễn trực tiếp
Một đêm nhạc cố định mang tên Money Can't Buy dùng để quảng bá cho Body Language tổ chức tại nhà hát giải trí Hammersmith Apollo, Luân Đôn. "Chocolate" nằm trong danh sách bài hát màn thứ hai "Bardello" trong đêm diễn. Ngày 25 tháng 6 năm 2004, Minogue xuất hiện trên chương trình xếp hạng âm nhạc truyền hình Vương quốc Anh Top of the Pops để trình bày trực tiếp bài hát này. Cô trình bày lại bài hát này lần thứ hai tại chương trình vào ngày 9 tháng 7.
"Chocolate" nằm trong chuyến lưu diễn Showgirl: The Greatest Hits Tour của Minogue vào năm 2005. Cô không thể hoàn thành chuyến lưu diễn vì được chẩn đoán mắc bệnh ung thư vú và phải hủy các đêm diễn tại Úc. Sau khi trải qua các cuộc điều trị, cô trở lại chuyến lưu diễn dưới cái tên Showgirl: The Homecoming Tour vào năm 2007 và "Chocolate" tiếp tục nằm trong danh sách biểu diễn.

## Danh sách bài hát và định dạng
| - Maxi CD 1. "Chocolate" (Bản chỉnh sửa của đài phát thanh) – 4:02 2. "City Games" – 3:44 3. "Chocolate" (Bản phối của Cosmos Tom Middleton) – 7:32 4. "Chocolate" (Bản phối của EMÓ) – 7:03 | - CD đĩa đơn 1. "Chocolate" – 4:02 2. "Love at First Sight" (Trực tiếp) – 4:59 |  |

## Xếp hạng tuần
| Bảng xếp hạng (2004)          | Thứ hạng cao nhất |
| ----------------------------- | ----------------- |
| Úc (ARIA)                     | 14                |
| Áo (Ö3 Austria Top 40)        | 58                |
| Bỉ (Ultratip Flanders)        | 2                 |
| Bỉ (Ultratip Wallonia)        | 3                 |
| Pháp (SNEP)                   | 69                |
| Đức (GfK)                     | 43                |
| Greece (IFPI Greece)          | 14                |
| Hungary (Single Top 40)       | 7                 |
| Ireland (IRMA)                | 26                |
| Ý (FIMI)                      | 14                |
| Hà Lan (Single Top 100)       | 45                |
| Thụy Sĩ (Schweizer Hitparade) | 53                |
| Anh Quốc (OCC)                | 6                 |